# Агагусейнов, Тофик Якуб оглы
Тофик Якуб оглы Агагусейнов (азерб. Tofiq Yaqub oğlu Ağahüseynov; 1 февраля 1923 — 12 мая 2021) — советский и азербайджанский военачальник. Член Военного совета — первый заместитель командующего войсками Бакинского округа ПВО (1975—1980), генерал-полковник (6 мая 1980).

## Ранние годы
Родился 1 февраля 1923 года в городе Нуха (Шеки) Азербайджанской Республики в семье врача. В 1930 году семья переехала в Баку и в том же году он пошёл в школу № 1. В 1940 году по окончании школы поступил на энергетический факультет Азербайджанского индустриального института.

## Великая Отечественная война
После начала Великой Отечественной войны 29 сентября 1941 года добровольно вступил в ряды РККА и был направлен в Бакинское училище зенитной артиллерии. В октябре 1942 года по завершении ускоренного курса подготовки лейтенант Агагусейнов был назначен командиром взвода управления 2-й батареи 160-го отдельного зенитно-артиллерийского дивизиона в Архангельске. В задачу его взвода входила воздушная разведка противника, прикрытие портовых сооружений и военных объектов от налета авиации противника. Участвовал в отражении налетов вражеской авиации на Архангельск и Северодвинск. Прикрывал от атак с воздуха места разгрузки транспортных конвоев союзников. В начале 1944 года назначен помощником начальника штаба дивизиона.
В 1944 году 160-й отдельный зенитно-артиллерийский дивизион был передислоцирован на 1-й Белорусский фронт, где вошёл в состав 5-го корпуса ПВО. Участвовал в Висло-Одерской и Берлинской операциях.

## Послевоенные годы
В 1945 году назначен помощником начальника штаба, в задачу которого входила организация охраны вооружения расформированного 5-го корпуса ПВО. В октябре 1946 года назначен командиром батареи зенитного дивизиона в Вильнюсе, а с 1947 года проходит службу в зенитно-артиллерийском полку в Баку. С сентября 1949 по 1954 год слушатель командного факультета зенитной артиллерии Военной академии имени Ф. Э. Дзержинского. По завершении учёбы в звании майора получил назначение на должность командира зенитно-артиллерийского дивизиона в городе Баку. С 1955 года офицер отдела боевой подготовки артиллерии в штабе Бакинского округа ПВО.
В 1956 году присвоено звание подполковника.
С 1957 года заместитель командира, с 1960 по 1964 год командир зенитно-ракетного полка. С 1960 года — полковник.
С 1964 по 1967 год заместитель командира, а с 1968 по 1969 годы командир 10-й дивизии ПВО в городе Волгограде. 3 февраля 1968 года присвоено воинское звание генерал-майор, а дивизия была награждена орденом Красного Знамени.
В августе 1969 года назначен командиром 12-го корпуса ПВО в Ростове-на-Дону. В конце 1972 года присвоено звание генерал-лейтенант. 7 июня 1975 года назначен членом Военного совета и первым заместителем командующего войсками Бакинского округа ПВО. С 5 апреля 1980 года исполнял обязанности командующего округом. Границы ответственности округа охватывали территорию Туркменистана, Азербайджана, Армении, Грузии, далее по Чёрному морю до Ростова и Мариуполя. С севера зона ответственности шла по городам Ростов, Волгоград, Уральск и Ашхабад. Этот район прикрывался тремя корпусами и двумя дивизиями ПВО. В Волгограде и Красноводске стояли дивизии ПВО, в поселке Аляты около Баку, городе Тбилиси и Ростове располагались части корпусов ПВО.
6 мая 1980 года присвоено звание генерал-полковника, был назначен командующим ПВО Закавказского военного округа. 15 мая 1980 года Бакинский округ ПВО был расформирован.
24 декабря 1981 года приказом министра обороны СССР назначен представителем Главнокомандующего Объединёнными Вооруженными Силами стран-участниц Варшавского договора при командующем ПВО Чехословацкой народной армии. В этой должности прослужил пять лет. В 1987 году, по выслуге лет, уволен в запас.

## Служба в Национальной армии Азербайджанской Республики
В 1992 году был внештатным советником президента Азербайджана по военным вопросам. 21 апреля 1997 года был вновь призван на военную службу в Национальной армии Азербайджанской Республики и назначен на вновь учрежденную должность помощника Президента Азербайджанской Республики по военным вопросам. В этой должности прослужил до 2002 года.
Скончался 12 мая 2021 года и похоронен на следующий день с воинскими почестями на II Аллее почётного захоронения в Баку.

## Воинские звания
- Лейтенант (1942)
- Майор (1954)
- Подполковник (1956)
- Полковник (1960)
- Генерал-майор (3 февраля 1968)
- Генерал-лейтенант (5 декабря 1972)
- Генерал-полковник (6 мая 1980)

## Награды
- Орден «Азербайджанское знамя» (Азербайджан)
- Орден «Слава» (Азербайджан)[3]
- Орден Октябрьской Революции
- Орден Отечественной войны I степени
- 3 ордена Красной Звезды
- Медаль «За освобождение Варшавы»
- Медаль «За взятие Берлина»
- ряд других медалей
- Орден Красной Звезды (Чехословакия)
- Почётный диплом Президента Азербайджанской Республики (2018)[4]